# Casa da Atriz (Belém)
A Casa da Atriz é um espaço não convencional de apresentações teatrais, conforme definido em seu próprio site. Trata-se, em verdade, de um teatro experimental montado na residência da família Porto no Umarizal, em Belém.

## Histórico
A residência dos Porto, família que vive de e para o teatro paraense há vários anos, sempre foi palco de ensaios, leituras dramáticas, seminários e também como abrigo temporário de artistas. A ideia de transformar o espaço em local de experimentação cênica, veio com a comemoração dos 25 anos de carreira artística da atriz Yeyé Porto, em 2010. Juntamente com o marido, o produtor Paulo Porto, e as filhas, as atrizes Juliana e Luciana, Yeyé deu início ao projeto com a apresentação do monólogo "A Troca e a Tarefa", escrito por ela mesma com base no livro homônimo de Lygia Bojunga.
Conforme relata uma das filhas de Yeyé, Luciana Porto, em sua dissertação de mestrado para o Programa de Pós-Graduação em Artes da Universidade Federal do Pará, "o espetáculo sobreviveu uma temporada longa de seis meses". Teve que ser encerrado pela proibição de Lygia Bojunga ao uso do seu texto na peça.

## Especificações técnicas
Conforme relata Paulo Porto,
Nós oferecemos tudo na casa, a sala como o espaço de apresentação mais frequente, o quarto como camarim, o quintal que funciona tanto para as leituras dramáticas quanto para as curtas cenas.
Ou na visão de Luciana Porto,
Com capacidade para vinte e cinco pessoas as salas às vezes concebidas como passagem de cena, dormitório, casa de ferramentas, sua poética é vista como as linhas da palma da mão, alguns traços podem fazer referências a outras mãos, mas estando ali, naquele lugar, se caracteriza como uma única e pessoal forma de ser.